# Епархия Веетебулы
Епархия Веетебулы (лат. Dioecesis Veetebulaënsis) — епархия Римско-Католической церкви с центром в городе Веетебула, Индонезия. Епархия Веетебулы входит в митрополию Купанга.

## История
20 октября 1959 года Римский папа Иоанн XXIII издал буллу «Cum Nobis», которой учредил апостольскую префектуру Веетебулы, выделив её из апостольского викариата Энде (сегодня — Архиепархия Энде).
6 февраля 1969 года Римский папа Павел VI издал буллу «Qua sollicitudine», которой преобразовал апостольскую префектуру Веетебулы в епархию. В этот же день епархия Веетебулы стала частью митрополии Энде.
23 октября 1989 года епархия Веетебулы вошла в митрополию Купанга.

## Ординарии епархии
- священник Герхард Легеланд C.SS.R.[1] (15.03.1960 — 1969);
  - вакансия (1969—1985)
- епископ Герульфус Херубим Парейра S.V.D. (21.12.1985 — 19.01.2008) — назначен епископом Маумере;
- епископ Эдмунд Вога C.SS.R. (4.04.2009 — по настоящее время).

## Источник
- Annuario Pontificio, Libreria Editrice Vaticana, Città del Vaticano, 2003, ISBN 88-209-7422-3
- Булла Cum Nobis, AAS 52 (1960), стр. 131  (лат.)
- Булла Qua sollicitudine  (лат.)